# زنسیت
زنسیت  (به انگلیسی: Zincite) با فرمول شیمیایی ZnO از مجموعه کانی هاست و از ترکیب شیمیائی آن اخذ شده‌است. ذوب نشدنی در اثر شعله - محلول در اسیدها Zn:۸۰٫۳۴٪  O:۱۹٫۶۶٪  همراه با ادخال‌های Fe,Mn برای اولین بار در آمریکا (نیوجرسی) کشف شد و از نظر شکل بلور: منشوری - رمبوئدر مسطح - اغلب به‌طور عمودی، رنگ: قرمز - قرمز قهوه ای، شفافیت: نیمه شفاف - کدر(اپاک)، شکستگی: صدفی، جلا: الماسی - نیمه فلزی، رخ: کامل، سیستم تبلور: هگزاگونال و در رده‌بندی اکسید است همچنین خاصیت مغناطیسی دیامغناطیس و منشأ تشکیل آن هیدروترمال - دگرگونی‌های مجاورتی است.
همایند کانی‌شناسی (پارانژ) آن سختی - چگالی و محتوای Znسینابر - روتیل- کلسیت- ویلمیت- فرانکلینیت- رودونیت و غیرهشیاردار است
، از نظر ژیزمان به ندرت بلوری - آگرگات دانه‌ای - ورقه‌ای کمیاب است و بیشتر در آلمان شرقی، ایتالیا، یوگسلاوی، آمریکا یافت می‌شود.

## منبع
- پردیس کشاورزی ایران